# Michael Collins (revolucionar)
Michael John Collins (irski: Mícheál Seán Ó Coileáin; Clonakilty, 16. listopada 1890. – Bandon, 22. kolovoza 1922.), irski revolucionar, sudionik Uskrsnog ustanka, ministar vanjskih poslova, ministar financija, i predsjednik privremene vlade nakon osnutka Irske Slobodne Države.
Rođen je u okrugu Cork, kao treće od osmero djece. Oca gubi u 6. godini. Sestra mu je postala časna sestra i predavala kao učiteljica u Londonu. U 15. godini napušta školu, i zapošljava se u londonskoj pošti. Priključuje se Irskom republikanskom bratstvu, a kasnije postaje zastupnik Sinn Feina. 
Najpoznatiji postaje po svojoj ulozi u Uskrsnom ustanku. Kada je pobuna počela, borio se uz Pádraiga Pearsea na zauzimanju Glavne pošte u Dublinu. Uhićen je, ali za razliku od drugih vođa, nije pogubljen nego interniran u Walesu. Nakon toga, obnaša niz dužnosti. Jedan je od članova delegacije koja je potpisala Anglo-irski sporazum, za kojeg je smatrao da je donio zlo Irskoj, te je sam rekao da je potpisao svoju smrtnu presudu. Ražalostilo ga je to što de Valera nije stao uz sporazum kojeg je isposlovao. Po izbijanju Irskoga građanskog rata postaje glavni zapovjednik vojske Irske Slobodne Države.
Deset dana nakon pokopa predsjednika Griffitha, ubijen je u zasjedi u irskom mjestašcu Béal na Bláth.